# Éclipse solaire du 13 novembre 2012
L'éclipse solaire du 13 novembre 2012 est une éclipse solaire totale.
C'est la 8e éclipse totale du XXIe siècle, mais le 9e passage de l'ombre de la Lune sur Terre (en ce siècle).

## Visibilité

Parcours de l’éclipse sur la Terre.

Cette éclipse était visible au nord de l'Australie au matin (local), traversant le Pacifique Sud ensuite.